# Kamal Khan
Kamal Khan (Patiala, Punjab, 25 de abril de 1989) es un actor y cantante indio que ha desarrollado su carrera mayormente aportando su voz como cantante playback en producciones de Bollywood. Su salto a la fama se produjo tras ganar el concurso de talentos "Sa Re Ga Ma Pa Singing Superstar" de la TV india en 2010. Más tarde ganó el premio "Zee Cine" "Fresh Singing Talent 2012", con la canción "Ishq Sufiyana (Male)", para la película "The Dirty Picture" (2012).

## Biografía
Khan nació y se crio en Reethkherhi, un pueblo cerca de Patiala, Punjab. Hijo de Sarabjit Kaur y Jaswant Singh, este último empleado del departamento de salud de Patiala. Kamal, el más joven de sus tres hermanos, comenzó a aprender música a los cinco años de su tío Shauqat Dewana Ali, quien se convirtió en su mentor musical. Tiempo después dejó sus estudios para tomar parte en competencias para espectáculos musicales. Hasta su aparición en "Sa Re Ga Ma Pa", su padre no quería que se convirtiera en cantante. Kamal mencionó en uno de los episodios del show - en el que su padre lo sorprendió con su participación -, que, por consejo de él, había comenzado a trabajar en una fábrica donde su salario diario era de sólo 40 rans. En su día de pago, Kamal le pidió a su padre que buscara su primer sueldo. Cuando éste fue a obtenerlo, lloró y se dio cuenta de que debía alentar a Kamal a seguir con su canto.

## Carrera
Su carrera dio un vuelco cuando en 2010, fue seleccionado como concursante del reality show de canto "Sa Re Ga Ma Pa Singing Superstar". Tuvo como jueces-mentores al dúo de directores musicales Vishal-Sekhar. En la gran final, celebrada en el Andheri Sports Complex, en Mumbai el 25 de diciembre de 2010, se convirtió en el ganador del concurso y de dos premios especiales. Sus mentores en el show se convirtieron en sus mentores en la vida real y, finalmente le ofrecieron su debut como cantante con la canción Wallah Re Wallah que sería utilizada en la película Tees Maar Khan (2010), estrenada un día antes de que el show finalizara. Más adelante, también le dieron otro empujón con el hit Ishk Sufiana para The Dirty Picture (2012). En 2013, Khan logró destacar con la canción Jhooth Bolliya de Jolly LLB.

## Sencillos
| Canción                   | Año  | Idioma  |
| ------------------------- | ---- | ------- |
| Yeh Dil Hai (Punar Vivah) | 2011 | Hindi   |
| Koi Panchi (Nai Soch)     | 2013 | Hindi   |
| Tere Naal                 | 2013 | Punjabi |
| Sajna Tere Aan(Saaiyan 2) | 2014 | Punjabi |

## Filmografía
- Tees Maar Khan (2010)
- Love Express (2011)
- The Dirty Picture (2011) - Ishq Sufiana (Male)
- Pata Nahi Rabb Kehdeyan Rangan Ch Raazi (2012)[6]
- Pinky Moge Wali (2012) -Hune Hune[7]
- Future Toh Bright Hai Jee (2012) -Akhian nu Rehan De[8]

## Premios y nominaciones
| Año  | Premio                                   | Categoría                                      | Canción      | Película          | Resultado |
| ---- | ---------------------------------------- | ---------------------------------------------- | ------------ | ----------------- | --------- |
| 2012 | Screen Awards                            | Screen Award for Best Male Playback            | Ishq Sufiana | The Dirty Picture | Nominado  |
| 2012 | Zee Cine Awards                          | Zee Cine Award for Best Playback Singer – Male | Ishq Sufiana | The Dirty Picture | Nominado  |
| 2012 | Zee Cine Awards                          | Fresh New Singing Talent                       | Ishq Sufiana | The Dirty Picture | Ganador   |
| 2012 | Mirchi Music Awards                      | Male Vocalist of The Year                      | Ishq Sufiana | The Dirty Picture | Ganador   |
| 2012 | Mirchi Music Awards                      | Upcoming Male Vocalist of The Year             | Ishq Sufiana | The Dirty Picture | Ganador   |
| 2012 | Stardust Awards                          | New Music Sensation (Male)                     | Ishq Sufiana | The Dirty Picture | Ganador   |
| 2012 | The Global Indian Film and TV Honours    | Best Playback Singer (Male)                    | Ishq Sufiana | The Dirty Picture | Nominado  |
| 2012 | International Indian Film Academy Awards | IIFA Award for Best Male Playback              | Ishq Sufiana | The Dirty Picture | Nominado  |
| 2012 | Global Indian Music Awards (GIMA)        | Best Music Debut                               | Ishq Sufiana | The Dirty Picture | Ganador   |
| 2013 | People's Choice Awards India             | Favorite Male Singer                           | Ishq Sufiana | The Dirty Picture | Ganador   |